# Dvoranska crkva
Dvoranska crkva (njem. Hallenkirche), vrsta longitudinalne višebrodne crkve kojoj je visina bočnih brodova jednaka visini glavnoga broda. Cijela je građevina prekrivena jedinstvenom krovnom konstrukcijom, koja naglašava i jedinstvenost unutarnjega prostora. Za razliku od bazilike, takva konstrukcija onemogućuje izravno osvjetljavanje središnjega broda, jer ne postoji istaknuti razdjelni zid povišenoga središnjeg broda s bočnim prozorima.
Dvoranske su se crkve pojavile u 12. stoljeću u francuskim pokrajinama Poitou i Saintonge, a potom su se raširile i njemačkim pokrajinama (Vestfalija), osobito u gotičkom razdoblju iz kojeg je najpoznatiji primjer crkva sv. Elizabete u Marburgu. Kasnije su njemački arhitekti i naučnici arhitekture na njemačkim fakultetima prenijeli dvoransku vrstu gradnje crkve u sve zemlje pod njemačkim ili austrijskim utjecajem, na području negdašnjeg Svetog Rimskog Carstva tj. kasnije Austro-Ugarske Monarhije. Tako su crkva sv. Marka u Zagrebu uz crkvu sv. Jakoba i crkva Marijina Navještenja u Ljubljani najpoznatije dvoranske crkve na našim prostorima.
Izraz "dvoranska crkva" skovao je njemački povjesničar umjetnosti Wilhelm Lübke.

## Primjeri
Raznolikost gradnje dvoranskih crkvi razmjerna je na tlocrtima najpoznatijih primjera:
- Tkzv. Livadna crkva u vestfalijskom Soestu
- Crkva sv. Martina u Lauingenu s tri jednaka broda
- Crkva sv. Elizabete u Marburgu, križolikog broda
- Franjevačka crkva u bavarskom Berchtesgadenu s dva jednaka broda